# تاغزوت ن آیت عطا
تاغزوت ن آیت عطا (به فرانسوی: Taghzoute N'Ait Atta) یک منطقهٔ مسکونی در مراکش است که در استان تنغیر واقع شده‌است. تاغزوت ن آیت عطا ۱۳٬۶۳۶ نفر جمعیت دارد.